# Les Salades (Herba-savina)
Les Salades és un indret del terme municipal de Conca de Dalt, a l'antic terme d'Hortoneda de la Conca, al Pallars Jussà, en territori que havia estat del poble d'Herba-savina.
Està situat a ponent d'Herba-savina, al vessant de migdia de l'extrem oriental del Serrat del Vedat, a la dreta de la llau de Prat la Vall. És al sud del Camí de Carreu. És a ponent de la partida de Prat la Vall